# 弦理論
弦理論（げんりろん、英: string theory）は、粒子を0次元の点ではなく1次元の弦として扱う理論、仮説のこと。ひも理論、ストリング理論とも呼ばれる。

## 概要
1970年に南部陽一郎、レオナルド・サスキンド 、ホルガー・ベック・ニールセン (Holger Bech Nielsen|en) が独立に発表したハドロンに関する理論によって登場したものの、量子色力学にその座を譲った。しかし、1984年にマイケル・グリーンとジョン・シュワルツ (John Henry Schwarz) が発表した超対称性及び、カルツァ＝クライン理論を取り入れた超弦理論 (superstring theory)によって、再び表舞台に現れた。4つの基本相互作用を統一する試みとして注目されている。
最近では、超弦理論やM理論を含む広い意味で「弦理論 (string theory)」と呼ぶことも多いが、ここでは超対称性を持たないボゾン弦 (bosonic string) について記述する。

## 歴史

### 弦理論以前
S行列理論
弦理論はヴェルナー・ハイゼンベルクによって1943年に始められた研究プログラムに由来している。そのプログラムはS行列理論と呼ばれ、物理法則を根本的に考えなおすものであった。この理論は、1950年代から1960年代に渡って著名な理論家たちによって支持され発展を見せたが、1970年代に評価が薄れ、1980年代に研究は途絶えた。いくつかのアイデアは根本的に間違っており、量子色力学が強い相互作用を説明する理論として取って代わったため、この理論は現在は使われていない。
1940年代までに陽子および中性子は電子のような点粒子ではないことが明らかになっていた。それら粒子の磁気モーメントはスピン-1/2 のチャージを持つ点様粒子のものとは大きく異なっていて、この違いは小さな摂動が原因と考えるには大きすぎた。それらの粒子間の相互作用は非常に強かったので、その散乱特性は点様ではなく小さな球体のような振る舞いをした。ハイゼンベルクは強い相互作用をする粒子は事実上広がりを持つ物体であると提唱し、広がりのある相対論的粒子については物理法則の適用に困難があるため、彼は時空点の観念は原子核スケールでは成立しないとすることを提案した。
しかし、時空の仮定なしに物理理論を形式化することは困難である。ハイゼンベルクは、この問題に対する解決策は実験によって計測される観測可能な量に焦点を当てることであると考えた。もしミクロな物理量を古典的な検出素子に転送できるなら、実験はミクロな量しか観測しない。異なる運動量状態の量子重ね合わせが無限大に発散する物体は安定な粒子である。
ハイゼンベルクは、時空が信頼できないときでさえ、実験と無関係に定義される運動量状態の概念は依然として機能するとした。彼が根本的であると定義した物理量は入射する粒子集団（散乱前）が反射した粒子集団（散乱後）へと変化する量子力学的な振幅（散乱振幅：反応の起こりやすさ）であり、彼はその間にどんな段階も存在しないとした。
S行列は散乱前の粒子の重ね合わせがどのように散乱後の粒子に変化するかの遷移状態を記述する。ハイゼンベルクはS行列を直接研究することで時空の構造についてはどんな仮定もしないでおくことを提案した。しかし、中間的な段階なしに一段階で遠い過去から遠い未来への遷移が起こるとき、どんな量も計算することが困難となる。場の量子論において、その中間的な段階は場のゆらぎまたは等価な仮想粒子のゆらぎである。この提案されたS行列理論では、局所的な量は一切存在しない。
ハイゼンベルクはS行列を決定するためにユニタリ作用素を用いることを提案した。このとき考えうる全ての状況において、振幅の二乗の総和は1となる。場の量子論において、基本的な相互作用が与えられると、この性質を用いて摂動級数によって順々に振幅を決定することができる。しかし、多くの場の量子論において、その振幅は高エネルギーへ急速に増加するためユニタリS行列を作ることができない。ユニタリティは散乱を決定するのに高エネルギーの振る舞いに関する余分な仮定を必要としたため、この提案はあまり注目されなかった。
ハイゼンベルクの提案は1950年代後半になって、ヘンリク・クラマースおよびラルフ・クローニッヒによって発見されたような分散関係が形式化されるべき因果律の考えを許容するということが認識されてきたことで、再び注目を浴びることになった。因果律とはすなわち、ミクロのスケールでは過去と未来の観念が明確に定義されていないとしても、未来の出来事が過去の出来事に対して影響を及ぼさないであろうという観念である。その分散関係はS行列の解析的性質であり、それらの性質はユニタリティ単独から得られる条件よりも厳しいものであった。
この方法の著名な賛同者はStanley Mandelstam (en) およびジェフリー・チュー (en) であった。Mandelstamは新しい強力な解析形式である二重分散関係を1958年に発見し、これが解決困難な強い相互作用における発展の鍵となるだろうと考えた。
くりこみ理論
ニュートン以来の質点の概念をそのまま用いて場の量子論を取り扱う場合、しばしば無限大の発散による困難を伴う。この問題に対して、朝永-シュウィンガー-ファインマンらがそれぞれ独立に、くりこみ理論によってこの発散を防ぐ技法を創出し、点粒子のままでの電磁力場の量子論的計算を可能にした。これ以後も弱い相互作用、強い相互作用にくりこみ理論を適用する数学的技法が見い出され、点粒子による表現はその後も継続されることとなった。

### ハドロンの弦理論
レッジェ理論
1950年代から1960年代に渡って、強い相互作用をするかつてなく高いスピンの粒子が多く発見された。そして、それらはすべて基本粒子ではないことが明らかになった。坂田昌一らは、それらの粒子を複合粒子として理解するモデルを提唱した（坂田模型）。坂田模型は、1960年代になってマレー・ゲルマンおよびジョージ・ツワイクによるクォーク模型へと発展し、実験との矛盾が解消された。クォーク模型は、複合粒子を構成する基本粒子のチャージを分数にすること、およびそれらの基本粒子はまだ観測されていない粒子であると考えることによって完成した（坂田模型は、すでに観測されていた陽子、中性子およびラムダ粒子を基本粒子と考えていた）。一方、ジェフリー・チューのアプローチは分数チャージを導入せず、仮説上の点様の基本粒子ではなく実験的に計測可能なS-行列要素にのみ焦点を当ており、坂田模型やクォーク模型よりも主流とみなされていた。チューは、ハドロンには基本粒子はなく、お互いがその他のハドロン粒子を構成しあっていると考えていた（ブートストラップ模型）。
1958年、イタリアの若い理論家のトゥーリオ・レッジェは、ハドロンの散乱実験において、共鳴状態の静止質量の2乗とスピン角運動量との間に直線関係があることを見出した（直線レッジェ軌道）。そして、量子力学における束縛状態はこの角運動量のレッジェ軌道によって分類できることを発見した。この考えはMandelstam、Vladimir Gribov (en) およびMarcel Froissart (en) による相対論的量子力学として一般化された。このとき使用された数学的方法は、アルノルト・ゾンマーフェルトおよびKenneth Watson (en) によって十年前に発見されていた。
ジェフリー・チューおよびSteven Frautschi (en) は中間子は直線状のレッジェ軌道を作ることを認識した。レッジェ理論によれば、直線状のレッジェ軌道を持つこれらの粒子の散乱は大きな角度で指数関数的に急速に落ち込むというとても奇妙な振る舞いすることが示唆された。そして、散乱振幅がレッジェ理論の要請により漸近的な形を取るような複合粒子の理論を構築することが望まれた。大きな角度においてその相互作用の力は急速に落ち込むので、その散乱理論はいくぶん全体論的 (holistic) でなければならないと推測された。粒子が点様でない場合の散乱は、高エネルギーで大きな角度の偏差を導く。
双対共鳴模型
この種の最初の理論である双対共鳴模型は、ガブリエーレ・ヴェネツィアーノによって構築された。1968年にヴェネツィアーノが発表したこの共鳴モデルは、レッジェ軌道を説明する公式を「散乱振幅」として表現した（ヴェネツィアーノ振幅）。それにはsチャンネルとtチャンネルという二通りの記述が可能であった。しかし、その双対性の物理的な意味は不明であった。
ヴェネツィアーノは、オイラーの ベータ関数をレッジェ軌道上の粒子について4粒子散乱振幅データを記述するために使うことができるであろうと記した。ヴェネチアーノ散乱振幅は木庭二郎およびホルガー・ベック・ニールセンによってすぐにN粒子の散乱振幅に一般化された。これは現在、Miguel Virasoro (en) およびJoel A. Shapiro (en) によって閉じた弦として認識されているものに当たる。強い相互作用の双対共鳴模型は1968年から1974年までは主要な研究テーマであった。
弦理論
1970年に南部、サスキンド、ニールセンによって独立に発表されたハドロンの弦理論は、このsチャンネルとtチャンネルの双対性を説明可能なモデルとして登場した。彼らは、核力を表現したオイラー形式のモデルを振動する一次元の弦とする物理的解釈を提示した。この理論では、長さ10-15mオーダーの一次元の弦が回転、振動しており、モード、エネルギーの異なる弦の運動が、それぞれ異なるハドロン粒子として観察される。また、上記のsチャンネルとtチャンネルはトポロジー的に同一のものと見なす事ができる。
南部はブルーバックスにおいて、一般にもわかりやすい説明を行っている。1964年にゲルマンとツワイクによって提唱されたクォークの概要説明を以下に示す。
- 点としての粒子ではなく、弦（ひも）の端部に相当するとみなす。
- ハドロンは3個（バリオン）または2個（メソン）のクォークから構成されていると考えられているが、ハドロンから単体のクォークを分離する事はできない（クォークの閉じ込め）。これは、弦理論によってこれを定性的に説明可能である。
- 仮に弦（ひも）を切断する事ができたにせよ、「弦（ひも）の先端」を単独で取り出す事は不可能であり、切断された弦（ひも）にはいつまでも端部が存在する。

1974年、ジョン・シュワルツおよびJoel Scherk (en) 、そして独立に米谷民明は、弦振動のボース粒子の様な振る舞いを研究し、それらの性質が厳密に重力（仮説上の重力の"メッセンジャー"粒子である重力子）の性質と合致することを発見した。物理学者たちはこの弦理論の発展の余地を過小評価していたため、シュワルツおよびScherkは弦理論は流行するのに失敗したと議論していた。この議論の結果、ボソン弦理論は弦理論として最初に多くの生徒に教えられることとなり、後の発展につながった。

### 弦理論の衰退
しかし、ハドロンの弦理論は様々な欠陥を含んでいた。この弦に基づく強い力の記述は、実験結果と直接矛盾する多くの予測を算出した。まず、弦の運動が安定して維持可能な時空は26次元に限られていた。また、弦のスピンは整数であり、ハドロンの理論にもかかわらずボース粒子的な性質を有していた。この他に閉じた弦の振動の種類には重力子や、理論の不安定性を表すタキオンの存在が要請された。
これらの欠陥が判明し出した頃に、ゲージ場の粒子であるグルーオンによって力が媒介されるとする量子色力学の発展が1974年に始まり、強い相互作用の特性を正確に記述できることがわかってきた。南部はクォークの閉じ込めについて、弦をいくら切断しても端部を取り出せず、新たな端を形成するだけとイメージした。これに対して、量子色力学においては、二つのクォークが引き離されると、単純にそれ以上引き離すよりも、その間の真空から新たにクォークと反クォークの対を生成し、新たな2個のクォークにより構成される粒子になる方が、必要なエネルギーが低いと考える。
このため、ほとんどの研究者が弦理論から撤退していった。当時の状況に関して南部は「結局は、紐理論、いわゆるハドロンの紐模型はだめだということが結論されたのは1974年ごろだと思っているのです。1974年夏、アスペンのいわゆる合宿の研究会にそのころの研究家のほとんど全部が集まったのです。そのときの結論として、どうもこれはだめだろうということになったということを、吉川（圭二）さんから聞きました」と述べている。現在ではハドロンの弦理論は、クォーク間のゲージ場の力線を半定量的に表現した現象論的模型と考えられている。

### 超弦理論へ
ハドロンの弦理論が失敗に終わった後も、ごく一部の研究者は重力を含んだ系を記述できる弦理論に魅力を感じ、研究を継続していた。1970年代前半、ジョン・シュワルツとアンドレ・ヌボー (en) は、整数スピンのボソン的弦に半整数スピンのフェルミ粒子の性質をつけ加えた、超対称性の弦理論を作った。しかし同時期にゲージ理論による大統一の研究が盛んになっており、弦理論は忘れられた存在となった。
この間にもジョン・シュワルツとマイケル・グリーンは粘り強く研究を継続し、1984年には相対論と整合性があり、量子化された超対称性などをとりいれて超弦理論を打ち立てた。彼らは弦の長さを10-35mオーダーの微小なものとし、弦の運動する時空を10次元とした。また、特殊な内部対称性を用いることで、数学的矛盾の無い物質の最小単位の理論とすることに成功した。
尚、1995年、エドワード・ウィッテンにより提唱されたM理論では、5つの超弦理論が11次元の一つの理論に統合されている。

## 登場する粒子
場の量子論では、クォーク・レプトン・ゲージ場といった多くの種類の量子場が存在する事を前提としている。弦理論の描像では対照的に、全ての物理的実体は、ただ一種類の弦の様々な状態に対応する。
弦は自然長ゼロ、自然長の状態での質量もゼロ（だが特殊相対性理論から、弦が振動エネルギーを持つ時にはE=mc2の関係式で質量を持つ）で、張力{\displaystyle T_{0}={\frac {1}{2\pi \alpha ^{\prime }\hbar c}}}のみを手で与える。張力はたとえ変えても系全体が相似に拡大縮小されるだけなので、内部で起こる物理には影響を及ぼさない。
α'はレッジェの傾きパラメータと呼ばれ、歴史的な理由から張力そのままではなくこのパラメータが用いられる。あるいは、長さの次元を持ったパラメータ{\displaystyle l_{s}=\hbar c{\sqrt {\alpha ^{\prime }}}}を代わりに用いる事がある。ハドロンの弦理論では核子の大きさ程度、量子重力理論としての弦理論ではプランク長程度に取られる事が一般的である。
作用（≒弦の持つエネルギー）は、空間に時間を加えた二次元面の表面積に比例し、南部＝後藤作用と呼ばれる。あるいは同値であるが経路積分での扱いが容易なポリヤコフ作用が用いられる事もある。
観測される粒子は、ごく短い弦が振動しながら飛び回る状態として記述される。
以下最も簡単な例として、26次元時空の平坦な時空について、閉じた弦と開いた弦の振る舞いを見る。
まず開いた弦について、最も低いエネルギーの状態は振動せず飛ぶ弦である。次の状態として、ある一つの方向に自由端定在波一倍振動をする弦がある。量子的な弦なので振幅は量子化され、1量子分のエネルギーを持った状態が第一励起状態となる。
さらに、量子効果として振動の零点エネルギーへの寄与がある。相対論的な弦の場合、この量子効果はマイナスに働き、最低エネルギーの開弦は負の質量二乗（虚数質量）を持つスカラー粒子、開弦タキオンとなる。一方、第一励起状態の弦は質量ゼロとなり、横波24成分を持つゲージ粒子となる。
閉じた弦は定在波だけでなく進行波を許すので、物理的自由度は二倍となる。ただし、弦が内部構造を持たない実体であるという制限から、状態の数は減る。
その結果、基底状態は閉弦タキオン、第一励起状態は242の成分を持ったゼロ質量テンソル粒子で、うち対称な成分が重力子、トレース成分がディラトン、反対称な成分が2-形式ゲージ粒子となる。2-形式ゲージ粒子は、粒子が持つ電荷と結合するゲージ粒子の拡張で、弦が持つストリングチャージと結合する。
これらより重い状態は、lsをプランク長程度とすると最低でも1/√α'＝プランク質量の質量を持つため、とりあえず無視される場合が多い。

## 背景時空と真空状態
弦は空間的広がりを持つため、空間の形によって運動の形態が変わりやすいという特徴がある。たとえばカルツァ＝クライン理論のような空間座標の巻き込みコンパクト化を、特に小半径の場合で考えると、粒子の場合は波長が短くなる事によってそちら側への励起が単純に起こりづらくなるが、弦の場合は「巻き付き」という、半径が小さいほど励起しやすいモードが存在する。結果的に、半径がRの時と1/Rの時の物理的自由度の数が等しくなる（T双対性）。
これに加え、重力子の見かけ上の運動方程式はほぼアインシュタイン方程式になり、一般相対性理論が与える重力場の解が弦理論の古典解となる。
特に重要なのはブラックブレーンと呼ばれる「質量を持った膜」の解である。一般相対論とは独立に、弦理論からT双対性を用いて、通常の空間方向を体積0の空間と対応させる事によって得られるDブレーンは、ブラックブレーンの弦理論による説明であるとされる。
弦理論からの解釈によれば、Dブレーンは開弦の端点が「繋がる」事ができ、開弦の運動がその空間に制限される。N枚のDブレーンが重なっていた場合、開弦から得られるゲージ場はどのブレーンに端点を持つかによってN2の種類を持ち、U(N)の非可換ゲージ理論を再現する。T双対性との兼ね合いから、全く自由に見える開弦も、全空間を満たすD25ブレーンに繋がる事を要請される。
ディラトン場は結合定数の強さを与える。
弦理論は場の種類はおろか、調節可能なパラメータすらない「唯一の理論」である。しかしこれら空間のコンパクト化やブレーンの配位などを用いて、一つの理論に対して無数ともいえる「真空状態」が導かれ、弦はそれぞれの真空で異なった振る舞いをする。ただし後述するが、ボソン弦理論では全てのDブレーンは安定した存在ではない。ブレーン配位が威力を発揮するのは超弦理論においてである。
どのような理論が得られるか、特に我々の4次元時空に相当するものが得られるのか、については、弦理論の主要な関心事である。

## 弦の場の理論
現在の定式化では、南部＝後藤作用もしくはポリヤコフ作用から出発し、弦の単一過程の確率振幅を求める事が出来る。場の量子論とのアナロジーで言えば、これはファインマンダイアグラムの一つ分に相当する。全ての過程のダイアグラムを足し合わせる事によって振幅を求める事は可能とされるが、これは理論が摂動論で定義されたに過ぎない。場の量子論では場というもので作用を書き下し、それを摂動展開する事によってファインマンルールを得るが、弦理論でのこれに相当する定式化、弦の場の理論はミチオ・カクと吉川圭二による提唱以来、様々な研究が重ねられてきたが、未完成である。
例えばDブレーンは、非摂動論的な対象の一つである。
Dブレーンは開弦から出来ており、ボソン弦理論の全てのDブレーンは開弦由来のタキオンを含む。タキオンの存在は場の理論においては、その状態が不安定である事を意味し、結論としてボソン弦理論の全てのDブレーンは崩壊する。
崩壊後の状態は、Dブレーンがないため開弦が存在できず、もはや弦での記述が不可能となる。弦の場の理論はこのような状態の記述が出来ると期待され、実際に数値計算でならばポテンシャルが求められている。極めて小さいエネルギーで安定状態が存在するとされる（タキオン凝縮, en)。
閉弦タキオンに関してはこのような物理的解釈すら出来ない。これをもってボソン弦理論は不完全であり、弦の完全な定式化のためには超対称性が必要不可欠であるとする立場がある一方、弦の場の理論の研究はなおも続けられている。